# خی شاه‌تخته
خی شاه‌تخته یک ستاره است که در صورت فلکی شاه‌تخته قرار دارد.